# پتی اسمیث
پتی اسمیث (انگلیسی: Patty Smyth؛ زادهٔ ۲۶ ژوئن ۱۹۵۷) یک موسیقی‌دان اهل ایالات متحده آمریکا است. وی از سال ۱۹۸۱ میلادی تاکنون مشغول فعالیت بوده‌است.